# Männer-Minne
MÄNNER-MINNE – Schwuler Männerchor Berlin e. V.  wurde im Februar 1987 als erster schwuler Männerchor Berlins gegründet. Seit 1989 ist der Verein als gemeinnützig anerkannt.
Zweck des Vereins ist die Pflege, Förderung und Verbreitung des Chorgesangs und die Wahrung musikalisch-kultureller Ziele zur Stärkung der Gemeinschaft zwischen unterschiedlichen Bevölkerungsschichten und -gruppen im In- und Ausland. Hierzu sollen das gemeinsame Musizieren der Mitglieder, die öffentlichen Konzerte – durch die Vorurteile gegen Homosexuelle bei anderen Bevölkerungsgruppen abgebaut werden – und Kontakte zu anderen Chören dienen.
Männer-Minne ist Mitglied in folgenden Vereinigungen:
- Legato (Europäischer Dachverband schwul-lesbischer Chöre)
- Chorverband Berlin
- Lesben- und Schwulenverband in Deutschland (LSVD)

## Auftritte (Auswahl)
Im Dezember des Gründungsjahrs 1987 stellte der Chor sich erstmals der Öffentlichkeit vor.
Ein erster Höhepunkt war die Ausrichtung des 4. Europäischen schwul-lesbischen Chorfestivals im Mai 1988. Seitdem nahm Männer-Minne an den europäischen Chorfestivals in Hamburg, London, Groningen, München und Paris teil. Im Mai 2001 fand mit Various Voices ein weiteres Chorfestival in Berlin statt, an dessen Vorbereitung und Durchführung Männer-Minne wesentlich beteiligt war.
Seit 1991, als die Chöre aus Seattle, Los Angeles und New York in Berlin zu Gast waren, bestehen Kontakte in die USA. Seit 1992 ist Männer-Minne auf den GALA-Festivals der amerikanischen schwulen und lesbischen Chöre in Denver, Tampa und San José (Kalifornien) aufgetreten. Die Reisen wurden jeweils um kleine Tourneen durch verschiedene Städte ergänzt.
Vor allem werden jedoch die deutschen und die europäischen Kontakte gepflegt. Beispielhaft seien Besuche in und aus Dresden (bereits 1990), Frankfurt am Main, Hamburg, Hannover, München, dem Ruhrgebiet, Stuttgart, Kopenhagen, Leeuwarden, Ljubljana und Zagreb genannt.
Die Programme zeugen von einer großen Vielfalt. Frühe Höhepunkte waren z. B. eine Berlin-Revue, ein Western-Programm und ein Programm, in dem ein gewisser „Johnny“ gesucht wurde. Nach dem „Jubelkonzert“ zum zehnjährigen Bestehen 1997, das einen Querschnitt durch die bisherigen Programme zeigte, wurden das Musical „Unter Brüdern“ und zwei Weihnachtsprogramme aufgeführt. Im Februar 2003 ging Männer-Minne mit einer Sechziger-Jahre-Revue unter dem Titel „Musik ist Trumpf“ auf die Bühne, im darauffolgenden Jahr haben die rund 25 aktiven Mitglieder zwei Mal „Besetzt“, eine musikalische Stadtrundfahrt durch die vier Besatzungs-Sektoren im Berlin der 40er Jahre, präsentiert. Es schloss sich unter dem Titel „Ich wär' so gern ein Sexappeal“ eine Hommage an den Komponisten Friedrich Hollaender an, dessen Karriere in Berlin ihren Ausgangspunkt nahm.
Nach dem Programm „Im Zauberwald“, in dem bekannte Märchen auf neue Weise interpretiert wurden, befasste sich ein weiteres Programm mit dem Text- und Schlagerdichter Bruno Balz. 2012 feierte der Chor sein 25-jähriges Bestehen mit einem Konzert aus alten und neuen Stücken. Die letzten beiden Programme des Chors waren „Willkommen in Xanadu“, in dem bekannte und weniger bekannte Hits von Schwulen-Ikonen wie Madonna, Kylie Minogue oder George Michael aufgegriffen wurden, sowie „Let's do it“, mit welchem der Chor 2018 Premiere hatte und welches dem schwulen Komponisten Cole Porter gewidmet war.
Mit anderen schwul-lesbischen Ensembles probte der Chor zudem die Carmina Burana, welche auf dem Festival Various Voices 2018 in München auf dem Odeonsplatz Open Air sowie mit den Berliner Ensembles zudem im Konzertsaal der Universität der Künste aufgeführt wurde bzw. wird.

## CD-Aufnahme
Anlässlich der Übersiedlung Charlotte von Mahlsdorfs von Berlin nach Schweden wurde im Jahr 1996 eine CD mit dem Titel Farewell herausgebracht. Auf dieser ist Männer-Minne mit einem gemeinsam mit Charlotte von Mahlsdorf gesungenen Lied und einem eigenen Stück vertreten.